# Лептотес
Лептотес (лат. Leptotes) — род многолетних травянистых растений семейства Орхидные.
Аббревиатура родового названия в промышленном и любительском цветоводстве — Lpt.
Некоторые виды широко распространены в культуре.

## Распространение и экология
Бразилия, Парагвай, Аргентина.
Эпифиты во влажных лесах.

## Биологическое описание
Симподиальные растения мелких размеров.
Псевдобульбы маленькие, продолговатые.
Листья цилиндрические.
Соцветия апикальные, как правило короткие, некоторые виды несут до семи цветков.
Цветки довольно велики по сравнению с общими размерами растений, обычно поникающие, у многих видов ароматные. Цветение может продолжаться от десяти до двадцати дней.

## Виды
По информации базы данных The Plant List, род включает 9 видов:
- Leptotes bicolor Lindl. — Лептотес двуцветный
- Leptotes bohnkiana Campacci
- Leptotes harryphillipsii Christenson
- Leptotes mogyensis Krackow. ex Christenson
- Leptotes pauloensis Hoehne
- Leptotes pohlitinocoi V.P.Castro & Chiron
- Leptotes tenuis Rchb.f.
- Leptotes unicolor Barb.Rodr.
- Leptotes vellozicola Van den Berg, E.C.Smidt & Marçal

## Охрана исчезающих видов
Все виды рода Leptotes входят в Приложение II Конвенции CITES.